# سلمة بن وردان
سلمة بن وردان الليثى الجندعى أبو يعلى المدني، راوي حديث نبوي من الضعفاء. رأى بعض الصحابة مثل: جابر بن عبد الله بن عمرو بن حرام، وسلمة بن الأكوع، وعَبْد الرَّحْمَنِ بْن الأشيم الأَنْصارِيّ. مات فِي آخر خلافة أبي جعفر المنصور.

## روايته للحديث النبوي
- روى عن: أنس بن مالك، وسالم بن عبد الله بن عمر بن الخطاب، ومالك بن أوس بْن الحدثان، وأبي سَعِيد بْن أَبي المعلى.
- روى عنه: إِسْمَاعِيل بْن أَبي أويس، وأَبُو ضمرة أنس بْن عياض الليثي، وجعفر بن عون، وخالد بن يزيد العمَري، وسفيان الثوري، وعبد الله بن المبارك، وعبد الله بن مسلمة القعنبي، وعبد الله بن وهب، وعبد العزيز بْن مُحَمَّدٍ الدَّراوَرْدِيّ، وعثمان بْن العلاء، وعُمَر بْن هَارُونَ البلخي، وأَبُو نعيم الفضل بن دكين، والفضل بْن مُوسَى السيناني، ومحمد بْن إِبْرَاهِيمَ بْن دينار المدني، ومحمد بْن إِسْمَاعِيل بْن أَبي فديك، ومحمد بْن سُلَيْمان بْن أَبي داود الحراني، ومحمد بن عمر الواقدي، والنعمان بْن عبد السلام، ووكيع بن الجراح، وأَبُو نباته يونس بْن يَحْيَى بْن نباتة المدني، وأَبُو القاسم بْن أَبي الزناد.[1]
- الجرح والتعديل: قال أحمد بن حنبل: «منكر الحديث، ضعيف الحديث.»، وقال يحيى بن معين: «ليس بشيءٍ»، وقال أبو حاتم الرازي: «ليس بقوي، تدبرت حديثه فوجدت عامتها منكرة لا يوافق حديثه عَنْ أنس حديث الثقات إلا فِي حديث واحد، يكتب حديثه.»، وقال أبو زرعة الرازي: «لا نعلم أَنَّهُ حدث حديثًا عن أنس شاركه فيه غيره إلا فِي حديث واحد حديث أنس عَنْ معاذ: "من مات لا يشرك بالله شيئًا"، فان هذا قد شاركه فيه غيره.»، وضعّفه أبو داود والنسائي، وقال محمد بن سعد البغدادي: «قد رأى عدة من أصحاب رَسُول اللَّهِ ﷺ، وكانت عنده أحاديث يسيرة، وكان ثبتا فيها، ولا يحتج بحديثه، وبعضهم يستضعفه. مات فِي آخر خلافة أبي جعفر المنصور». روى له البخاري في الأدب المفرد، والترمذي، وابن ماجة.[1]